# Elektroniker Fachrichtung Automatisierungs- und Systemtechnik
Der Elektroniker Fachrichtung Automatisierungs- und Systemtechnik ist ein staatlich anerkannter 3,5-jähriger Ausbildungsberuf im Handwerk.

## Neuordnung
Der Beruf Elektroniker/Elektronikerin mit seinen bisher drei Fachrichtungen war der am häufigsten gewählte Ausbildungsberuf im Elektrohandwerk. Aufgrund des technologischen Wandels, der durch die fortschreitende Digitalisierung ausgelöst wurde, mussten die Berufsprofile innerhalb der Berufsgruppe angepasst werden. Der Beruf Elektroniker wird zukünftig nur in den Fachrichtungen Energie- und Gebäudetechnik sowie Automatisierungs- und Systemtechnik angeboten. Die bisherige Fachrichtung Informations- und Telekommunikationstechnik ist im Beruf Informationselektroniker aufgegangen (Artikel 4, § 4, ElekAusbV).

## Ausbildungsdauer und Lernorte
Die Ausbildungszeit zum Elektroniker Fachrichtung Automatisierungs- und Systemtechnik beträgt in der Regel dreieinhalb Jahre. Die Ausbildung erfolgt an den Lernorten Betrieb und Berufsschule.

## Arbeitsgebiete
Elektroniker der Fachrichtung Automatisierungs- und Systemtechnik finden in Handwerksfirmen des elektro- und informationstechnischen Sektors Beschäftigung. Aber auch Produktionsbetriebe mit automatisierten Anlagen oder Industrieunternehmen, die Automatisierungslösungen entwickeln, herstellen und einsetzen, bieten Elektronikern der Fachrichtung Automatisierungs- und Systemtechnik interessante Arbeitsplätze an.
Elektroniker der Fachrichtung Automatisierungs- und Systemtechnik installieren, montieren und reparieren automatisierungstechnische Anlagen oder nehmen diese in Betrieb. Elektroniker der Fachrichtung Automatisierungs- und Systemtechnik nutzen Sensoren, um Prozess- und Anlagendaten zu erfassen. Sie erstellen Programme für Speicherprogrammierbare Steuerungen, Industrie-PCs oder leittechnische Systeme, um die erfassten Messwerte zu verarbeiten und Anlagenaktoren anzusteuern bzw. zu regeln.
Elektroniker/Elektronikerinnen sind Elektrofachkräfte im Sinne der Unfallverhütungsvorschriften.

## Fortbildungsmöglichkeiten
Im Rahmen von Fortbildung kann eine Meisterschule besucht werden, die auf die Meisterprüfung im Elektrotechniker-Handwerk vorbereitet. Alternativ kann ein Fortbildungslehrgang absolviert werden, der auf die Prüfung zum/zur „Fachmann/-frau für kaufmännische Betriebsführung nach der Handwerksordnung“ vorbereitet.